# 1998 UF21
1998 UF21 är en asteroid i huvudbältet som upptäcktes den 29 oktober 1998 av den kroatiska astronomen Korado Korlević vid Višnjan-observatoriet.
Asteroiden har en diameter på ungefär 14 kilometer och den tillhör asteroidgruppen Eos.